# Изпитание на любовта
„Изпитание на любовта“ (на испански: Te Voy a Enseñar a Querer) е испаноезична колумбийска теленовела на компания Телемундо и RTI Colombia. Излъчва се по канал Телемундо от 31 август 2004 г. и завършва на 14 март 2005 г.

## Актьорски състав
- Мигел Варони – Алехандро Мендез
- Дана Гарсия – Диана Ривера
- Катрин Сиачоке – Дебора Буенростро
- Майкъл Браун – Пабло Мендез
- Хорхе Као – Милсиадес Контрерас
- Мартин Капран – Луис Карлос Кармона
- Мелвин Кабрера – Салвадор Касканде
- Каролина Лизарзо – Флор де Вайе
- Ана Лусия Домингес – Камила Буенростро
- Шармел Алтамирано – Елена Мендез
- Консуелио Лузардо – Руфина Ривера
- Карлос Дуплат – Феликс Галардо
- Силвио Анджел – Педро Ривера
- Мария Елена Дьоринг – Изабел де Мендез
- Хулио де Мар – Тобиас Касканде
- Наталия Гиралдо – Тулия Дивас
- Силвия де Диос – Емпера Дивас
- Хуан Пабло Шук – Хуан Мануел Андраре
- Александър Родригес – Дионисио
- Дидер ван дер Хове – Д-р Родриго Родригес
- Луз Естела Луенгас – Клементина Дивас
- Адриана Кампос – Маргарита Анхелес

## В България
В България теленовелата започва излъчване на 11 август 2005 г. по bTV и завършва на 7 февруари 2006 г. Ролите се озвучават от Радосвета Василева, Ани Василева, Мина Костова, Николай Николов и Симеон Владов.
На 9 декември 2013 г. започва повторно излъчване по bTV Lady и завършва на 20 март. На 3 януари 2015 г. започва отново и завършва на 6 юни.